# Protorhopala picta
Protorhopala picta là một loài bọ cánh cứng trong họ Cerambycidae.